# هيكتور غرانادو
هيكتور غرانادو (بالإسبانية: Héctor Granado Gómez)‏ هو لاعب كرة قدم إسباني في مركز الدفاع، ولد في 20 مارس 1987 في بلد الوليد في إسبانيا. لعب مع CD Palencia Balompié ‏.

## وصلات خارجية
- هيكتور غرانادو على موقع قاعدة بيانات كرة القدم.إي يو (الإنجليزية)
- هيكتور غرانادو على موقع Soccerway.com (الإنجليزية)